# Siegfried Gerlich
Siegfried Gerlich (* 21. April 1967) ist ein deutscher Pianist und Publizist.

## Leben und Wirken
Siegfried Gerlich wurde in Oberschlesien geboren. 1968 kam er mit der Familie als Spätaussiedler nach Hamburg, wo er auch aufwuchs und das katholische Gymnasium absolvierte. Er studierte Philosophie bei Herbert Schnädelbach und Bernhard H. F. Taureck sowie Musikwissenschaft bei Peter Petersen und Constantin Floros an der Universität Hamburg. 
Neben seinem publizistischen Wirken übernahm Gerlich seit den 1980er Jahren verschiedene Theater-Assistenzen und -Hospitanzen bei Heiner Müller und Harry Buckwitz, sowie musikalische Leitungen bei Theaterproduktionen und Musikfestivals, unter anderem am Thalia Theater Hamburg, Ernst-Deutsch-Theater Hamburg, auf Kampnagel Hamburg sowie an der Freien Volksbühne Berlin. Langjährige Zusammenarbeit verbindet Gerlich mit Hannelore Hoger, Eva-Maria Hagen, Marie Biermann, Maria-Debora Wolf, Cornelia Schirmer und Anne Weber. Projektbezogen arbeitete er auch mit Barbara Sukowa, Angela Winkler, Eva Mattes, Corinna Harfouch, Nina Hoss, Nina Hagen, Wolf Biermann. Felicitas Breest und Alexander Kluge zusammen. 
Seit 2010 ist Gerlich als Dozent und Korrepetitor an der Schule für Schauspiel Hamburg tätig.
Er war bis 2006 einige Jahre mit der Schauspielerin Hannelore Hoger liiert.

### Publizistisches Werk
Seit 1992 ist Gerlich als freier Geisteswissenschaftler publizistisch tätig. Seine Arbeitsschwerpunkte liegen in den Bereichen Philosophie und Musikästhetik, Psychoanalyse und Anthropologie, Kulturtheorie und Geschichte. Gerlichs thematisch weit gestreute und häufig interdisziplinär angelegte Arbeiten kreisen um die Ambivalenzen und Krisen der Moderne sowie deren philosophische, politische und psychologische Ausdrucksformen.
In seinem 1992 erschienenen Buch Sinn, Unsinn, Sein suchte Gerlich die Psychoanalyse Jacques Lacans in eine theoretisch produktive Beziehung zu diversen Schulen des französischen Poststrukturalismus (wie der Diskursanalyse Michel Foucaults, der Dekonstruktion Jacques Derridas und der Schizoanalyse von Gilles Deleuze und Félix Guattari) zu setzen.
Von 1992 bis 2013 beteiligte sich Gerlich als Mitglied des Düsseldorfer Vereins für Psychoanalyse und Philosophie e. V. mit Aufsätzen und Vorträgen kritisch an der Theorieentwicklung der Pathognostik, einer von Rudolf Heinz begründeten, feministisch inspirierten Psychoanalyse-Variante.
2005 veröffentlichte Gerlich den Gesprächsband Einblick in ein Gesamtwerk, in dem der durch den sogenannten Historikerstreit in Wissenschaft und Öffentlichkeit umstrittene Historiker Ernst Nolte über seinen Lebens- und Denkweg Auskunft gibt. 2009 folgte mit Ernst Nolte: Portrait eines Geschichtsdenkers eine größere Monographie über den Historiker, die eine theoretisch ausgerichtete Gesamtdarstellung seines Lebenswerkes bietet. Lorenz Jäger sprach von diesem Buch als einer „sympathetisch geschriebenen Biographie“ und Mathias Brodkorb nannte es „die derzeit anspruchsvollste und kenntnisreichste Darstellung des Lebenswerkes Noltes […], die im deutschen Buchhandel erhältlich ist.“. Das Buch wurde von Mehdi Tadayoni ins Persische übersetzt und erschien 2018 unzensiert im Iran.
2013 erschien die Monographie Richard Wagner. Die Frage nach dem Deutschen, die sich vorrangig mit den politischen und kulturkritischen Schriften des Komponisten befasst. Insbesondere beschäftigt sich Gerlich mit Wagners Ideen zur Kulturnation und Kunstreligion, die sich gegen den preußischen Militarismus sowie den aufkommenden Imperialismus richteten. Ausführlich setzt sich Gerlich auch mit Wagners Judenfeindschaft auseinander, die er in der Grauzone zwischen christlichem Antijudaismus und modernem Antisemitismus verortet. Der Politikwissenschaftler und Wagnerforscher Udo Bermbach nannte das Buch „eines der wichtigsten Wagner-Publikationen dieses Jubiläumsjahres […], das uns mit überflüssigen Machwerken überschwemmt hat“.
Ebenfalls 2013 publizierte Gerlich den Aufsatz Zur Anthropologie der Geschlechter, in welchem er miteinander konkurrierende (ethologische, evolutionsbiologische, ethnologische und kulturalistische) Auffassungen von Familienstrukturen und Geschlechterrollen darstellte und in ihren methodischen Einseitigkeiten kritisierte. Gerlich argumentiert im Anschluss an Gehlen, „dass die patriarchale Familie die ‚Grundlagen jeder höheren Kultur sichern’ würde, da der Mensch ansonsten seinen ungezügelten Trieben unterlegen sei. Die patriarchale Familie wird von Gerlich als eine sich geradezu evolutionär entwickelte Form der Arbeitsteilung zwischen den Geschlechtern dargestellt, die nur durch die allmähliche Entlastung der Menschheit von schwerer Arbeit in Folge der industriellen Revolution überhaupt infrage gestellt würde.“ Zur theoretischen Versöhnung der verschiedenen Ansätze schlug Gerlich das von Arnold Gehlen und Helmut Schelsky vertretene anthropologische Konzept des „Mängelwesens“ vor: Zur kulturellen Stabilisierung der biologischen Instinktreduziertheit des Menschen hätten sich über lange Perioden der Geschichte Ehe und Familie als überlebensnotwendige Institutionen bewährt. Erst die technische Entlastung von unmittelbarer Lebensnot in Folge der industriellen Revolution „stellte die Geschlechterdifferenz als ein soziokulturelles Phänomen frei“ und ermöglichte Frauen, „nach eigenen Bedürfnissen zu leben und zu arbeiten.“ Gerlich widerspricht damit der Biologisierung von Geschlechterrollen. Zugleich drückt er angesichts extrem individualistischer und neoliberaler Konzepte menschlicher Beziehungen die Besorgnis vor einer Aufzehrung der stabilisierenden „primären Vergemeinschaftungsformen“, d. h. von Ehe und Familie, aus.
Zu Gerlichs Versuchen, die Ambivalenzen der modernen Welt im Spannungsfeld von Dekadenz und Faschismus auszuloten, gehören auch Abhandlungen und Artikel, in denen er sich mit problematischen Figuren der europäischen Geistesgeschichte wie dem Marquis de Sade, Otto Weininger und Ernst Jünger beschäftigt.
Gerlich hat u. a. in den Zeitschriften Der Pfahl, Psychoanalyse und Philosophie, Sezession, Tumult, FUGE – Journal für Religion und Moderne, wagnerspectrum und Cato publiziert.
Sozialwissenschaftler ordnen Gerlich zur „Neuen Rechten“. So dienten Gerlichs Aussagen dem Historiker Peter Longerich als Beispiel für Elemente des „klassischen »gebildeten« Antisemitismus“ in der neurechten Zeitschrift „Sezession“. Dort attestiere Gerlich dem historischen Antisemitismus „eine wie immer auch wahnhaft überschießende Reaktion auf das erklärtermaßen »jüdische Projekt der Moderne«“, womit er im Kern, so Longerich, die Reaktion „auf ein jüdisches Projekt der Moderne“ als real unterstellt: „Die Juden sind schuld“. Samuel Salzborn konstatierte ähnlich: die Antisemiten würden nur, so Gerlich, eine „universelle Weltmacht“ eines „Weltvolks“ mit „messianischen Glutkern“ bekämpfen. Die Shoa, so Salzborn, werde hierdurch zwar vordergründig als „wahnhaft überschießende Reaktion“ nicht gebilligt, aber auch erheblich relativiert und verniedlicht. Gerlich, so Christoph Wolf, „führt erstaunlich offen aus, dass Antisemitismus in den »Glaubens- und Lebensformen« sowie dem »Sozialcharakter der Juden« begründet sei“.
Der Historiker Volker Weiß beschrieb eine Kontroverse innerhalb der Neuen Rechten um die Einschätzung des Islamismus, an der Thor von Waldstein und Gerlich beteiligt waren. Der positiven Einschätzung des Islamismus durch von Waldstein hielt Gerlich ein »proisraelisches Finale«  entgegen welches ihm den Vorwurf der Verbreitung »zionistischer Propaganda« einbrachte. Für Weiß zeigte diese Debatte einen unterschwelligen Konflikt innerhalb dieser Szene, „in der man sich zwar nicht mit der deutschen Vergangenheitsaufarbeitung, manche aber mit Israel anfreunden können“.

## Schriften (Auswahl)
- Sinn, Unsinn, Sein. Philosophische Studien über Psychoanalyse, Dekonstruktion und Genealogie, Passagen Verlag, Wien 1992, ISBN 3-85165-019-0.
- Heiner Müller im Gespräch mit Siegfried Gerlich: „Tristan und die Wanzen“, in: Der Pfahl VIII, 1994. ISBN 3-88221-269-1.
- Kunst im Ausnahmezustand, in: Der Pfahl IX, 1995. ISBN 3-88221-273-X.
- Drogengnosis, in: (Hg.) Christoph Weismüller: Kontiguitäten. Texte Festival für Rudolf Heinz, Wien 1997. ISBN 3-85165-266-5.
- Wie kommt man von der Psychoanalyse zur Pathognostik hinüber?, in: Psychoanalyse und Philosophie, 1. Jg., Heft 1/1998. ISSN 1436-297X.
- Einblick in ein Gesamtwerk. Siegfried Gerlich im Gespräch mit Ernst Nolte, Edition Antaios, Schnellroda 2005, ISBN 3-935063-61-X (auch in italienischer und französischer Sprache)
- Heiner Müller und Ernst Jünger, in: Sezession 22, Februar 2008. ISSN 1611-5910.
- Ernst Nolte. Portrait eines Geschichtsdenkers, Edition Antaios, Schnellroda 2009, ISBN 978-3-935063-24-1.
- Zur Stellung der jüdischen Frage, in: Sezession 8 (2010) 39
- Autorenportrait Otto Weininger, in: (Hg.) Weißmann/Lehnert: Staatspolitisches Handbuch, Bd. 3, Schnellroda 2012. ISBN 978-3-935063-56-2.
- Richard Wagner. Die Frage nach dem Deutschen. Philosophie, Geschichtsdenken und Kulturkritik, Karolinger Verlag, Wien u. a. 2013. ISBN 978-3-85418-148-4.
- Was deutsch ist. Zu Richard Wagners Kulturphilosophie und Metapolitik, in: wagnerspectrum, 10. Jahrgang, Heft 2, 2014. ISBN 978-3-8260-5628-4.
- Die anthropologische Revolte der Perversion, in: Tumult, Herbst 2014. Pressecode: 4-198745-408000-03.
- Pathognostische Pseudomorphosen, in: (Hg.) Heide Heinz u. a.: Rudolf Heinz und friends, Düsseldorf 2014. ISBN 978-3-935193-28-3.
- Von Heidegger zu Derrida, in: Sezession 64, Februar 2015. ISSN 1611-5910.
- Die Kunst als Aufhalter des Antichrist, in: FUGE, Band 16/17: Morbides Denken, Paderborn 2016, S. 49–84. ISBN 978-3-506-78538-1.
- Das alte und das neue Nomadentum Metamorphosen eines anthropologischen Typus. Erster Teil, in: Tumult vom 8. März 2017. Pressecode: 4-198745-408000-01.
- Ehe für alle und keinen Abgesang auf einen verlorenen Posten, in: Tumult vom 7. September 2017. Pressecode: 4-198745-408000-03.
- Féministe fatale. Autorenportrait Camille Paglia, in: Cato, 3/2018. ISSN 2567-112X.
- Angst vorm weißen Mann?, in: Cato, 5/2019. ISSN 2567-112X.

## Diskografie
- Das mit den Männern und den Fraun mit Eva-Maria Hagen, 1988
- Wenn ich erstmal losleg mit Eva-Maria Hagen, 1996
- Joe, mach die Musik von damals nach mit Eva-Maria Hagen, 1997
- Wolfslieder mit Eva-Maria Hagen, 1999
- Liebesschluchzen mit Hannelore Hoger, 2002
- Chronik der Gefühle, Musik für das Hörbuch von Alexander Kluge, 2009
- Und über uns der Himmel mit Eva Mattes, 2009
- Marie singt Biermann mit Marie Biermann, 2011